# 24015 Паскальпіннер
24015 Паскальпіннер (24015 Pascalepinner) — астероїд головного поясу, відкритий 9 вересня 1999 року.
Тіссеранів параметр щодо Юпітера — 3,582.